# Liste der Bodendenkmale in Mansfeld
In der Liste der Bodendenkmale in Mansfeld sind alle Bodendenkmale der Stadt Mansfeld und ihrer Ortsteile aufgelistet. Grundlage ist die Veröffentlichung der Landesdenkmalliste mit Stand vom 25. Februar 2016.  Die Baudenkmale sind in der Liste der Kulturdenkmale in Mansfeld aufgeführt.
| Denkmal-ID | Fundart            | Ortsteil   | Bezeichnung            | Zeitstellung | Lage                                    | Bemerkungen | Bild |
| ---------- | ------------------ | ---------- | ---------------------- | ------------ | --------------------------------------- | --- | ---- |
| 428300597  | Befestigung > Burg | Biesenrode | Spornburg „Altenburg“  | Mittelalter  | 1,5 km nordwestlich vom Ort (Lage)      | Burghof mit Graben sowie Vorburgbegrenzung umgeben mit Umgrenzungsgraben. Hauptburg mit Bestürzen im Untergrund Bebauungsfundamente möglicher weise noch erhalten. Auf Burghof befindet sich kleine Grube und ein Rest einer Mauerwand |      |
| 428300610  | Befestigung > Burg | Mansfeld   | Talrandburg „Schloss“  | Mittelalter  | unmittelbar östlich über dem Ort (Lage) | Ältere Befestigungsreste sind auf der als Renaissanceschloss ausgebauten und als Festung des 16. Jh. erweiterten Anlage erkennbar. |      |
| 428300624  | Wüstung            | Tilkerode  | Wüstung Volkmannrode   | Mittelalter  | 4,0 km nordöstlich vom Ort (Lage)       | Ruinenreste der Kirche, ein Rechteckgebäude mit vorgezogener Laube als ‚Rügengericht‘ erhalten, Hohlwege im Wüstungsbereich |      |
| 428300606  | Wüstung            | Rammelburg | Wüstung „Lichtenhagen“ | Mittelalter  | 2,0 km westlich vom Ort Gorenzen (Lage) | Kleiner Ruinenhügel, Wiesenfläche (wellig) – könnte Bereiche der Wüstungsfläche umfassen. Im Waldanschluss Reste einer Grabenumfassung mit Bodeneinsenkungen.                                                                          |      |